# Creux-Genat
Koordinaten: 47° 23′ 46,9″ N, 7° 1′ 38,3″ O; CH1903: 568948 / 249586

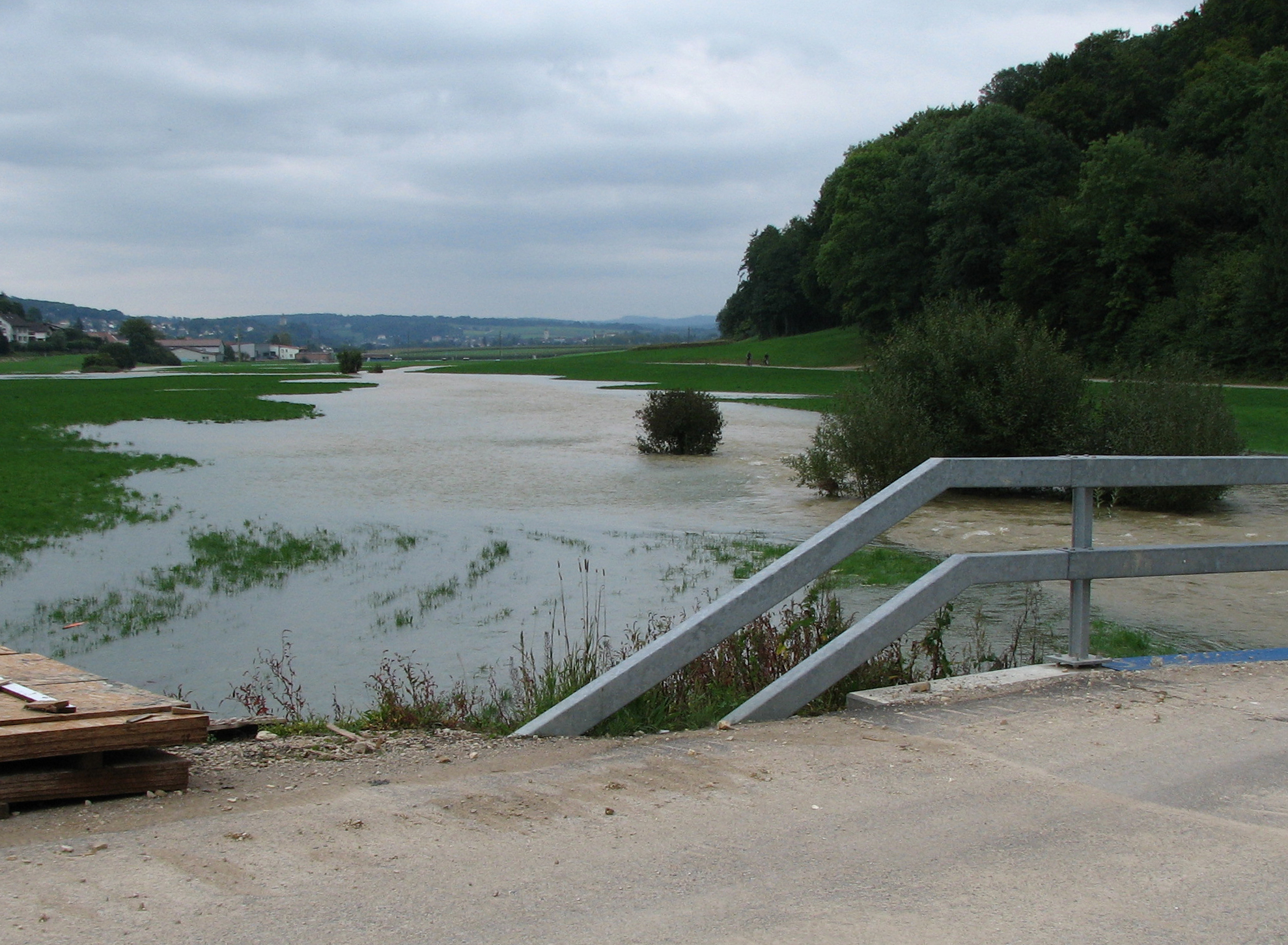
Der Abfluss des Creux-Genat im September 2008 überflutet das fortlaufende Tal

Die temporäre Karstquelle Creux-Genat (auch Creugenat genannt) liegt auf dem Gemeindeboden von Haute-Ajoie im Kanton Jura der Schweiz.
Der Höhleneingang liegt in einem Trockental im Gebiet von Chevenez, das vom unterirdischen Bach Ajoulote entwässert wird. Die Ajoulote kommt mitten in Pruntrut in der Beuchire-Quelle zu Tage und mündet in die Allaine.
Der Höhleneingang liegt am Fusse einer rund 15 m tiefen Doline.
Die Karstquelle schüttet durchschnittlich etwa vier- bis fünfmal pro Jahr Wasser, meist nach langanhaltenden Regenfällen oder in Zeiten intensiver Schneeschmelze. Bei extremem Hochwasser fliesst eine Wassermenge von bis zu 20 m³/s aus der Doline und überflutet das Tal.

## Ausdehnung
Das Höhlensystem hat eine vermessene Länge von 2125 m und eine Vertikalausdehnung von 20 m. Längere Strecken der Höhle befinden sich unter Wasser.

## Geschichte
Die ersten naturwissenschaftlichen Untersuchungen für das Phänomen der Wasserausbrüche aus dem Creux-Genat erfolgten Ende des 18. Jahrhunderts. Die ersten speläologischen Forschungen wurden 1933 durchgeführt. Der erste Tauchvorstoss im Quellsiphon fand im Winter 1934 statt. Nach mehreren Tauchvorstössen mittels Helmtauchgerät und Luftschlauch wurde in 125 m Entfernung vom Eingang eine Auftauchstelle gefunden.
Die zweite Forschungsperiode begann 1973. Mittels moderner Ausrüstung wurde die Forschung vorangetrieben. In den folgenden zehn Jahren konnte das Gangsystem auf den heutigen Kenntnisstand erkundet werden.
Ein weiterer Vorstoss erfolgte im Sommer 2000. Bei diesem Vorstoss wurde der Quellsiphon leergepumpt und das Gangsystem auf einer weiten Strecke befahren.
Die Gangsysteme des Creux-Genat sind noch nicht abschliessend erforscht. Die Weiterforschung ist Höhlentauchern vorbehalten.

## Geologie
Die Höhlengänge folgen den Klüften und Schichtfugen im Kalke des Kimmeridgien und Séquanien.

## Etymologie
Der Name Creux-Genat (auch Creugenat genannt) bedeutet in der jurassischen Mundart so viel wie Hexenloch.